# Jörg Ulrich
Jörg Ulrich (* 9. Juni 1960 in Stuttgart) ist ein deutscher evangelischer Theologe mit dem Spezialgebiet Alte Kirchengeschichte.

## Leben
Jörg Ulrich studierte von 1981 bis 1987 evangelische Theologie an den Universitäten Hamburg, Bethel, Tübingen und Durham. Von 1988 bis 1990 folgte das Vikariat der Hannoverschen Landeskirche in der Kirchengemeinde Arnum und im Predigerseminar Hildesheim und schließlich die Ordination. An der Universität Erlangen war er 1991 bis 2001 Assistent für Kirchengeschichte und zwischenzeitlich 1998 bis 2000 Lehrstuhlvertreter an der Universität Jena sowie 1996 bis 1999 Lehrbeauftragter für Kirchengeschichte an der Universität Bayreuth.
Vom 1. April bis zum 31. August 2002 war Ulrich Professor für Kirchengeschichte an der Universität Kiel. Seit dem 1. September 2002 ist er Professor für Kirchengeschichte an der Theologischen Fakultät der Universität Halle. Von April 2003 bis Januar 2023 war er Universitätsprediger der Universität Halle. Im April 2004 wurde er Gastprofessor und 2005 Honorarprofessor (adjungeret professor) an der Universität Aarhus (bis 2020). Seit Beginn des Sommersemesters 2011 bis zum Ende des Sommersemesters 2024 war Jörg Ulrich Ephorus des Evangelischen Konvikts Halle. Seit Juni 2019 ist er Domherr der Vereinigten Domstifter zu Merseburg und Naumburg und des Kollegiatstifts Zeitz und 2024 übernahm er das Amt des Dechanten des Domkapitels von Karin von Welck.
Forschungsschwerpunkte von Ulrich sind das Christentum und Judentum in der Zeit der Alten Kirche, Theologie und Kirche in der Wendezeit des 12. Jahrhunderts und die Apologeten des 2. Jahrhunderts. Daneben interessiert er sich für Religion in der neueren Literatur, Religionspädagogik und Hochschuldidaktik.

## Veröffentlichungen
- Die Anfänge der abendländischen Rezeption des Nizänums (= Patristische Texte und Studien. Band 39). Walter de Gruyter, Berlin/New York 1994, ISBN 3-11-014405-0 (Dissertation).
- Euseb von Caesarea und die Juden. Studien zur Rolle der Juden in der Theologie des Eusebius von Caesarea (= Patristische Texte und Studien. Band 49). Walter de Gruyter, Berlin/New York 1999, ISBN 3-11-016233-4 (Habilitationsschrift).
- Phoebadius von Agen: Streitschrift gegen die Arianer. Lateinisch/deutsch. Eingeleitet und übersetzt von Jörg Ulrich (= Fontes Christiani. Band 38). Herder, Freiburg 1999, ISBN 3-451-23368-1 (kartoniert), ISBN 3-451-23378-9 (Gewebe).
- mit Uta Heil: Klausurenkurs Kirchengeschichte. 61 Klausurentwürfe für das 1. Theologische Examen (= UTB. Band 2364). Vandenhoeck & Ruprecht, Göttingen 2002, ISBN 3-525-03239-0.
- Photometeore. Hallesche Universitätspredigten 2003–2007. Stekovics, Dößel 2007, ISBN 978-3-89923-159-5.
- als Herausgeber: Augustinus. Bekenntnisse – Confessiones. Übersetzt von Joseph Bernhart. Verlag der Weltreligionen, Frankfurt am Main 2007, ISBN 978-3-458-70005-0.
- Die bunte Gnade Gottes. Hallesche Universitätspredigten 2007–2011. Stekovics, Dößel 2012, ISBN 978-3-89923-290-5.
- Vom kleinen und vom großen Glück. Hallesche Universitätspredigten 2012–2016. Stekovics, Dößel 2017, ISBN 978-3-89923-373-5.
- Die „Canonizatio sanctae Hildegardis“ (1233/1243). Anmerkungen zu einer (zunächst) gescheiterten Heiligsprechung (= Vorträge im Europäischen Romanik-Zentrum. Band 5). Universitätsverlag Halle-Wittenberg, Halle 2017, ISBN 978-3-86977-155-7.
- Justin, Apologien. Übersetzt und erklärt (= Kommentar zu frühchristlichen Apologeten. Band 4/5). Herder, Freiburg 2019, ISBN 978-3-451-29043-5.
- Von Justin bis zu Hildegard von Bingen. Ausgewählte Aufsätze von Jörg Ulrich zur Geschichte und Theologie des Christentums in Antike und Mittelalter. Herausgegeben von Tobias Georges (= Early Christianity in the context of antiquity. Band 22). Peter Lang, Frankfurt am Main u. a. 2020, ISBN 978-3-631-79877-5.
- Justin, Apologiae/Apologien. Griechisch–deutsch. Eingeleitet, übersetzt und kommentiert (= Fontes Christiani. Band 91). Herder, Freiburg 2021, ISBN 978-3-451-32900-5 (Lizenzausgabe: Wissenschaftliche Buchgesellschaft, Darmstadt 2021, ISBN 978-3-534-27356-0).
- Schwer begeistert. Hallesche Universitätspredigten 2017–2022. Stekovics, Dößel 2022, ISBN 978-3-89923-441-1.

Jörg Ulrich verfasste zudem zahlreiche Artikel im Biographisch-Bibliographischen Kirchenlexikon (BBKL).